# Enn Vaigur
Enn Vaigur (bis 1936 Heinrich Lilienberg, * 12. Dezemberjul. / 25. Dezember 1910greg. in Ämari; † 21. August 1988 in  Türi) war ein estnischer Dramatiker und Prosaist.

## Leben
Vaigur besuchte bis 1926 verschiedene Schulen und besuchte später Fortbildungen zum Dramenschreiben. Gleichzeitig war er in verschiedenen Berufen tätig, von 1935 bis 1938 konnte er als freischaffender Schriftsteller leben. Ab 1938 war er in Tallinn, von wo er nach dem Überfall auf die Sowjetunion – Estland war seit 1940 von der Sowjetunion besetzt – ins sowjetische Hinterland evakuiert wurde. Dort wurde er 1943 inhaftiert und für zehn Jahre in sowjetische Arbeitslager und in die Verbannung nach Kasachstan geschickt. 1954 konnte er nach Estland zurückkehren.
Vaigur war seit 1964 Mitglied des Estnischen Schriftstellerverbandes.

## Werk
Vaigur debütierte 1935 mit einem Volksstück, in dem Wanderarbeiter auf einem Bauernhof die Liebe ihres Lebens finden und sesshaft werden, und wurde „plötzlich berühmt“ und auf zahlreichen Liebhaber- und professionellen Bühnen gespielt, sodass er auf Bestellung weitere Stücke für verschiedene Theater schrieb. In der Folge entstand eine Reihe von Schauspielen, die ihn zu einem wichtigen Vertreter der Dorfkomödie in jener Zeit machten.
Nach der Unterbrechung durch Krieg und Inhaftierung änderte Vaigur seinen Stil und bemühte sich um eine Annäherung an die nun herrschende Ideologie. Seine Stücke wurden meistens in Zeitschriften publiziert und vornehmlich auf Amateurbühnen gespielt, aber auch im Ausland auf die Bühne gebracht. Insgesamt hat Vaigur rund 40 Schauspiele verfasst.
Eines seiner Schauspiele ist auch ins Deutsche übersetzt worden, wobei jedoch „nicht ermittelt werden [konnte], ob das Stück jemals auf Deutsch zur Aufführung gelangt ist.“

## Bibliografie
- Kraavihallid. Kolmevaatuseline rahvatükk lauludega ('Die Grauen aus dem Graben. Volksstück mit Liedern in drei Akten'). Tallinn: Eesti Haridusliit 1935. 165 S.
- Potilill ja karusammal. Rahvatükk 4 vaatuses ('Topfblume und Widertonmoos. Volksstück in vier Akten'). Tallinn: Eesti Haridusliit 1936. 115 S.
- Trump lamooriga. Rahvatükk kolmes vaatuses, neljas pildis ('Trumpf mit Ass und Zehn. Volksstück in drei Akten, vier Bildern'). Tallinn: Eesti Haridusliit 1937. 117 S.
- Vallaslaps. Näidend neljas vaatuses ('Das uneheliche Kind. Schauspiel in vier Akten'). Tallinn: Eesti Haridusliit 1937. 127 S.
- Lõukoerte koopas. Näidend kolmes vaatuses, neljas pildis ('In der Höhle der Löwen. Schauspiel in drei Akten, vier Bildern'). Tallinn: s.n. 1938. 84 S.
- Paradiis põrgus. Romantiline lugu lauludega neljas pildis ('Das Paradies in der Hölle. Romantische Geschichte mit Liedern in vier Bildern'). Tallinn: Tarvik 1939. 96 S.
- (gemeinsam mit Nurme Mangala) Aadam ja Eeva. Igapäevane lugu tavaliste inimeste elust viies pildis eelmänguga ('Adam und Eva. Eine alltägliche Geschichte über das Leben gewöhnlicher Menschen in fünf Bildern und mit einem Vorspiel'). Tallinn: Tarvik 1939. 79 S.
- (gemeinsam mit Nurme Mangala) Vilepuhuja ('Der Pfeifer'). Tallinn: Autorikaitse Ühing 1940. 68 S.
- Koldne sügis. Jutustused ('Güldner Herbst. Erzählungen'). Tallinn: Eesti Raamat 1982. 71 S.
- Koduakendes kumab valgus ('In den heimischen Fenstern schimmert Licht'). Tallinn: Eesti Raamat 1985. 102 S.

## Sekundärliteratur
- Hugo Raudsepp: Neli näidendit, in: Eesti Kirjandus 10/1936, S. 479–481.
- A. Nagelmaa: Enn Vaigur – 60, in: Looming 12/1970, S. 1912–1913.
- Priit Silla: Enn Vaigur 60, in: Keel ja Kirjandus 12/1970, S. 772–773.
- Eerik Teder: "Kraavihallide" autor, in: Looming 12/1985, S. 1707–1708.